# 223 Роза
223 Роза (223 Rosa) — астероїд головного поясу, відкритий 9 березня 1882 року Йоганном Палізою у Відні.